# Малоянисоль
Малоянисоль — село Никольского района Донецкой области. Основано греками-переселенцами из Крыма в 1779. С 1956 по 1995 год называлось Ку́йбышево.
оккупировано Россией.

## Население
- 1859 — 3 275 чел.
- 1886 — 2 741 чел.
- 1897 — 4 983 чел. (перепись), православных — 4 939 (99,1 %)
- 1908 — 5 915 чел.
- 1970 — 2 854 чел.
- 1976 — 2 713 чел.
- 2001 — 2 355 чел. (перепись)

В 2001 году родным языком назвали:
- русский язык — 2 222 чел. (94,35 %)
- украинский язык — 125 чел. (5,31 %)
- греческий язык — 2 чел. (0,08 %)
- белорусский язык — 1 чел. (0,04 %)
- армянский язык — 1 чел. (0,04 %)
- гагаузский язык — 1 чел. (0,04 %)